# Wereldkampioenschappen roeien 2005
De 35e editie van de wereldkampioenschappen roeien werden gehouden van 29 augustus t/m 4 september 2005 op de Internationale roeibaan van Nagaragawa (長良川国際レガッタコース,Nagaragawa kokusai regatta kōsu) in Kaizu, Japan. Het toernooi stond onder auspiciën van de Internationale Roeifederatie, FISA.

## Medaillewinnaars

### Mannen
| Bootklasse              | Goud | Goud    | Zilver | Zilver  | Brons | Brons                   |
| Skiff M1x               | Nieuw-Zeeland Mahe Drysdale | 7:16,42 | Noorwegen Olaf Tufte | 7:18,34 | Tsjechië Ondřej Synek | 7:21,12                 |
| Lichte skiff LM1x       | Griekenland Vasileios Polymeros | 7:17,79 | Verenigd Koninkrijk Zac Purchase | 7:23,10 | Frankrijk Fabrice Moreau | 7:23,97                 |
| Dubbel twee M2x         | Slovenië Luka Spik Iztok Cop | 6:37,61 | Italië Federico Gattinoni Luca Ghezzi | 6:37,96 | Tsjechië Christian Schreiber Rene Burmeister | 6:46,71                 |
| Twee zonder M2-         | Nieuw-Zeeland Nathan Twaddle George Bridgewater | 6:52,51 | Zuid-Afrika Ramon DiClemente Donovan Cech | 6:55,52 | Italië Luca Agammanoni Dario Lari | 6:57,29                 |
| Twee met M2+            | Australië Hardy Cubasch Sam Conrad Marc Douez | 7:16,61 | Italië Dario Cerasola Edoardo Verzotti Manuel Belingerio | 7:23,22 | Verenigde Staten Jordan Smith Micah Boyd Chase Phillips                                                                                          | 7:26,22                 |
| Lichte dubbel twee LM2x | Hongarije Zsolt Hirling Tamás Varga | 6:05,10 | Denemarken Mads Rasmussen Rasmus Quist | 6:05,62 | Polen Pawel Randa Robert Sycz | 6:07,93                 |
| Lichte twee zonder LM2- | Denemarken Bo Helleberg Mads Kruse Andersen | 6:22,59 | Chili Miguel Cerda Felipe Leal | 6:23,31 | Italië Salvatore Amitrano Catello Amarante | 6:25,63                 |
| Dubbel vier M4x         | Polen Konrad Wasielewski Marek Kolbowicz Michał Jeliński Adam Korol                                                                                       | 5:34,96 | Slovenië Matej Prelog Davor Mizerit Luka Špik Iztok Čop | 5:35,45 | Estland Jüri Jaanson Leonid Gulov Tõnu Endrekson Andrei Jämsä                                                                                    | 5:36,61                 |
| Vier zonder M4-         | Verenigd Koninkrijk Steve Williams Pete Reed Alex Partridge Andrew Triggs Hodge                                                                           | 6:11,59 | Nederland Geert Cirkel Jan-Willem Gabriëls Matthijs Vellenga Gijs Vermeulen                                                                                 | 6:13,23 | Canada Robert Weitemeyer Peter Dembicki Andrew Ireland Kristopher McDaniel                                                                       | 6:16,02                 |
| Vier met M4+            | Frankrijk Nicolas Podpovitny Vincent Durupt Alex Johnatan Mathis Lionel Jacquiot Nicolas Majerus                                                          | 6:02,42 | Verenigde Staten Troy Keeper Matt Hughes Patrick Sullivan Brett Newlin Marcus McElhenney                                                                    | 6:03,44 | Duitsland Toni Seifert Matthias Flach Johannes Doberschütz Falk Müller Martin Sauer                                                              | 6:06,01                 |
| Lichte dubbel vier LM4x | Italië Gardino Pellolio Daniele Gilardoni Luca Moncada Filippo Mannucci                                                                                   | 5:44,76 | België Justin Gevaert François Libois Wouter van der Fraenen Kristof Dekeyser                                                                               | 5:46,00 | Canada Jeff Bujas Douglas Vandor Matthew Jensen Morgan Jarvis                                                                                    | 5:47,86                 |
| Lichte vier zonder LM4- | Frankrijk Franck Solforosi Jérémy Pouge Jean-Christophe Bette Fabien Tilliet                                                                              | 5:47,91 | Ierland Timmy Harnedy Eugene Coakley Richard Archibald Paul Griffin                                                                                         | 5:49,26 | Italië Lorenzo Bertini Salvatore Di Somma Elia Luini Bruno Mascarenhas                                                                           | 5:49,30                 |
| Acht M8+                | Verenigde Staten Paul Daniels Matt Deakin Steven Coppola Dan Beery Josh Inman Bryan Volpenhein Beau Hoopman Marcus McElhenney Mike Blomquist              | 5:22,75 | Italië Lorenzo Carboncini Niccolò Mornati Pierpaolo Frattini Valerio Pinton Mario Palmisano Dario Dentale Raffaello Leonardo Carlo Mornati Gaetano Iannuzzi | 5:24,01 | Duitsland Jochen Urban Sebastian Schulte Stephan Koltzk Jan-Martin Bröer Jan Tebrügge Ulf Siemes Thorsten Engelmann Andreas Penkner Peter Thiede | 5:25,66                 |
| Lichte acht LM8+        | Italië Jiri Vlcek Daniele Danesin Michele Savrie Martino Goretti Luigi Scala Nicola Moriconi Giuseppe Del Gaudio Fabrizio Gabriele Gianluca Barattolo (s) | 5:59,42 | Japan Yusuke Imai Shuya Matsuda Kazuyoshi Okamoto Masayuki Yoshizaki Shimpei Murai Yu Kataoka Takehiro Kubo Tatsuya Mizobe Makoto Nakasaka (s)              | 6:09,87 | slechts twee deelnemers | slechts twee deelnemers |

### Vrouwen
| Bootklasse              | Goud | Goud    | Zilver | Zilver  | Brons | Brons   |
| Skiff W1x               | Wit-Rusland Jekaterina Karsten | 7:48,35 | Tsjechië Miroslava Knapková | 7:51,69 | Verenigde Staten Michelle Guerette | 7:51,62 |
| Lichte skiff LW1x       | Nederland Marit van Eupen | 8:07,39 | Frankrijk Bénédicte Luzuy-Dorman | 8:10,53 | Spanje María Teresa Mas de Xaxars | 8:12,71 |
| Dubbel twee W2x         | Nieuw-Zeeland Georgina Evers-Swindell Caroline Evers-Swindell                                                                             | 7:08,03 | Bulgarije Rumyana Neykova Miglena Markova | 7:10,92 | Australië Amber Bradley Sally Kehoe | 7:22,86 |
| Twee zonder W2-         | Nieuw-Zeeland Juliette Haigh Nicky Coles                                                                                                  | 7:43,83 | Australië Sarah Outhwaite Natalie Bale | 7:47,57 | Rusland Vera Potchitayeva Valeriya Starodubrovskaya                                                                                                | 7:50,07 |
| Lichte dubbel twee LW2x | Duitsland Daniela Reimer Marie-Louise Dräger                                                                                              | 6:48,47 | Verenigde Staten Julie Nichols Renee Hykel | 6:48,77 | Finland Sanna Sten Minna Nieminen | 6:49,02 |
| Dubbel vier W4x         | Verenigd Koninkrijk Rebecca Romero Sarah Winckless Frances Houghton Katherine Grainger                                                    | 6:09,59 | Duitsland Britta Oppelt Susanne Schmidt Kathrin Boron Stephanie Schiller                                                                                   | 6:09,93 | Rusland Olga Samulenkova Oksana Dorodnova Larisa Merk Irina Fedotova                                                                               | 6:12,19 |
| Vier zonder W4-         | Australië Robyn Selby Smith Emily Martin Pauline Frasca Kate Hornsey                                                                      | 6:55,56 | Duitsland Mandy Emmrich Wilma Dressel Kerstin Naumann Christiane Hölzel                                                                                    | 7:03,24 | Wit-Rusland Natallia Haurylenka Volha Plashkova Tatsina Narelik Mariya Brel                                                                        | 7:07,96 |
| Lichte dubbel vier LW4x | Canada Tracy Cameron Mara Jones Elizabeth Urbach Melanie Kok                                                                              | 6:19,87 | Denemarken Kirsten Jepsen Maria Pertl Katrin Olsen Juliane Rasmussen                                                                                       | 6:20,69 | Verenigd Koninkrijk Tanya Brady Lorna Norris Hester Goodsell Naomi Hoogesteger                                                                     | 6:22,49 |
| Acht W8+                | Australië Sarah Outhwaite Robyn Selby Smith Sonia Mills Kate Hornsey Emily Martin Fleur Chew Pauline Frasca Sarah Heard Elizabeth Patrick | 5:58,10 | Roemenië Enikő Barabás Georgeta Craciun Camelia Lupașcu Ana Maria Apachitei Elena Serban-Parvan Ioana Papuc Rodica Florea Simona Strimbeschi Rodica Anghel | 5:59,50 | Nederland Femke Dekker Nienke Dekkers Nienke Hommes Hurnet Dekkers Annemarieke van Rumpt Laura Posthuma Annemiek de Haan Helen Tanger Ester Workel | 5:59,61 |

## Medailleklassement
| Plaats | Land                | Goud | Zilver | Brons | Totaal |
| 1      | Nieuw-Zeeland       | 4    | 0      | 0     | 4      |
| 2      | Australië           | 3    | 1      | 1     | 5      |
| 3      | Italië              | 2    | 3      | 3     | 8      |
| 4      | Frankrijk           | 2    | 1      | 1     | 4      |
| 4      | Verenigd Koninkrijk | 2    | 1      | 1     | 4      |
| 6      | Duitsland           | 1    | 2      | 3     | 6      |
| 7      | Verenigde Staten    | 1    | 2      | 2     | 5      |
| 8      | Denemarken          | 1    | 2      | 0     | 3      |
| 9      | Nederland           | 1    | 1      | 1     | 3      |
| 10     | Slovenië            | 1    | 1      | 0     | 2      |
| 11     | Canada              | 1    | 0      | 2     | 3      |
| 12     | Polen               | 1    | 0      | 1     | 2      |
| 12     | Wit-Rusland         | 1    | 0      | 1     | 2      |
| 14     | Hongarije           | 1    | 0      | 0     | 1      |
| 14     | Griekenland         | 1    | 0      | 0     | 1      |
| 16     | Tsjechië            | 0    | 1      | 2     | 3      |
| 17     | België              | 0    | 1      | 0     | 1      |
| 17     | Roemenië            | 0    | 1      | 0     | 1      |
| 17     | Chili               | 0    | 1      | 0     | 1      |
| 17     | Bulgarije           | 0    | 1      | 0     | 1      |
| 17     | Japan               | 0    | 1      | 0     | 1      |
| 17     | Noorwegen           | 0    | 1      | 0     | 1      |
| 17     | Zuid-Afrika         | 0    | 1      | 0     | 1      |
| 25     | Rusland             | 0    | 0      | 2     | 2      |
| 26     | Estland             | 0    | 0      | 1     | 1      |
| 26     | Finland             | 0    | 0      | 1     | 1      |
| 26     | Spanje              | 0    | 0      | 1     | 1      |
| Totaal | Totaal              | 23   | 23     | 22    | 68     |

Bij de "Lichte acht" werd alleen goud en zilver uitgereikt.
Edities

1962 Luzern · 
1966 Bled · 
1970 St. Catharines · 
1974 Luzern · 
1975 Nottingham · 
1976 Villach · 
1977 Amsterdam · 
1978 Hamilton (alleen zwaar) · 
1978 Kopenhagen (alleen licht) · 
1979 Bled · 
1980 Hazewinkel · 
1981 München · 
1982 Luzern · 
1983 Duisburg · 
1984 Montréal · 
1985 Hazewinkel · 
1986 Nottingham · 
1987 Kopenhagen · 
1988 Milaan · 
1989 Bled · 
1990 Lake Barrington · 
1991 Wenen · 
1992 Montréal · 
1993 Račice · 
1994 Indianapolis · 
1995 Tampere · 
1996 Motherwell · 
1997 Aiguebelette · 
1998 Keulen · 
1999 St. Catharines · 
2000 Zagreb · 
2001 Luzern · 
2002 Sevilla · 
2003 Milaan · 
2004 Banyoles · 
2005 Gifu · 
2006 Eton · 
2007 München · 
2008 Ottensheim · 
2009 Poznań · 
2010 Hamilton · 
2011 Bled · 
2012 Plovdiv · 
2013 Chungju · 
2014 Amsterdam ·
2015 Aiguebelette ·
2016 Rotterdam ·
2017 Sarasota ·
2018 Plovdiv ·
2019 Ottensheim ·
2020 Bled ·
2021 Shanghai ·
2022 Račice ·
2023 Belgrado ·
2024 St. Catharines ·
2025 Shanghai · 
2026 Amsterdam

Onderdelen

Skiff · 
Lichte skiff · 
Dubbel twee · 
Lichte dubbel twee · 
Twee zonder · 
Lichte twee zonder · 
Twee met

Dubbel vier · 
Dubbel vier met · 
Lichte dubbel vier · 
Vier zonder · 
Lichte vier zonder · 
Vier met · 
Acht · 
Lichte acht